# باتريس ميشو
باتريس ميشو هو مغني وعازف قيثارة ومغن مؤلف كندي، ولد في 1 نوفمبر 1980 في كاب شا في كندا.

## وصلات خارجية
- الموقع الرسمي
- باتريس ميشو على موقع ميوزك برينز (الإنجليزية)
- باتريس ميشو على موقع أول ميوزيك (الإنجليزية)
- باتريس ميشو على موقع ديسكوغز (الإنجليزية)